# Per amare Ofelia
Per amare Ofelia è un film commedia italiano del 1974, diretto da Flavio Mogherini, che segna il debutto cinematografico di Renato Pozzetto.

## Trama
Orlando sebbene abbia oltre trent'anni si sente ancora un bambino, terrorizzato dal mondo esterno ed è ancora bloccato in un rapporto ossessivamente unito alla madre. Tutte le cose che riguardano un normale uomo della sua età Orlando non sa nemmeno cosa siano; specialmente il sesso, attività quasi sconosciuta alle sue orecchie. Un giorno Orlando soccorre una prostituta di nome Ofelia e questa pian piano, venuta a sapere del suo problema della paura di diventare adulto, attende pazientemente il momento adatto per convincerlo ad uscire all'aperto dal suo guscio. Sulle prime Orlando appare indisposto e molto diffidente ma poi si lascia convincere dalla delicatezza che Ofelia usa per riuscire nella sua impresa e alla fine avrà il suo primo rapporto sessuale con una ragazza.

## Distribuzione
La pellicola è stata distribuita nelle sale cinematografiche italiane il 26 aprile del 1974.

## Accoglienza

### Incassi
Si è classificato al 20º posto tra i primi 100 film di maggior successo della stagione cinematografica italiana 1973-1974.

## Riconoscimenti
Nel 1975 la pellicola ha vinto un Nastro d'argento per Renato Pozzetto come migliore attore esordiente.